# Zmiącki
Zmiącki (Żmiącki) – polski herb szlachecki znany z jedynego wizerunku pieczętnego.

## Opis herbu
Opis z wykorzystaniem zasad blazonowania, zaproponowanych przez Alfreda Znamierowskiego:
W polu serce z zaćwieczonym krzyżem kawalerskim.
Klejnot: nieznany.

## Najwcześniejsze wzmianki
Pieczęć z M. Żmiąckiego z 1573.

## Herbowni
Herb ten był herbem własnym, więc przysługiwał tylko jednemu rodowi herbownych:
Zmiącki (Żmiącki).